# Buhajiwka (Isjum)
Buhajiwka (ukrainisch Бугаївка; russisch Бугаевка Bugajewka) ist ein Dorf in der ukrainischen Oblast Charkiw mit etwa 1200 Einwohnern (2001).
Das erstmals 1675 schriftlich erwähnte Dorf wurde von Siedlern aus der rechtsufrigen Ukraine gegründet.
Buhajiwka liegt auf einer Höhe von 147 m an der Quelle des Mokryj Isjumez (Мокрий Ізюмець), einem 26 km langen, linken Nebenfluss des Siwerskyj Donez, 37 km nördlich vom Rajonzentrum Isjum und 115 km südöstlich vom Oblastzentrum Charkiw.

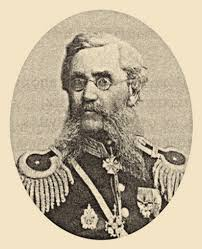
Wladimir Alexandrow

Am 12. Juni 2020 wurde das Dorf ein Teil der Landgemeinde Kunje im Rajon Isjum; bis dahin bildete es zusammen mit den Dörfern Popasne (Попасне), Rossochuwate (Розсохувате), Suchyj Jar (Сухий Яр) und Tschornobajiwka (Чорнобаївка) die Landratsgemeinde Buhajiwka (Бугаївська сільська рада/Buhajiwska silska rada) im Norden des Rajons Isjum.

## Söhne und Töchter der Ortschaft
- Wladimir Stepanowitsch Alexandrow (Владимир Степанович Александров; 1825–1894), Historiker, Volkskundler, Schriftsteller, Militärarzt, Musiker und Sammler